# Frieda Weiß
Frieda „Friedel“ Weiß (geborene Witt, * 19. August 1907 in Berlin; † 16. Dezember 1984 ebenda) war eine deutsche Politikerin (SED). Sie war von 1953 bis 1961 Bürgermeisterin des Berliner Bezirks Pankow.

## Leben
Weiß, Tochter einer Arbeiterfamilie, war nach dem Besuch der Volksschule als ungelernte Arbeiterin tätig. Sie wurde 1922 Mitglied des Kommunistischen Jugendverbandes Deutschlands (KJVD) und 1927 der Kommunistischen Partei Deutschlands (KPD). Sie heiratete und bekam 1927 ihre Tochter Anneliese.
Nach der „Machtergreifung“ der Nationalsozialisten leistete sie von 1933 bis 1937 illegale Arbeit mit ihrem Mann, der mit Otto Winzer, Willy Rumpf und Rudolf Lentzsch Verbindung hatte. Von 1943 bis 1945 war sie dienstverpflichtet und musste in einer mechanischen Fabrik am Strausberger Platz arbeiten.
Nach dem Zweiten Weltkrieg trat sie 1945 wieder in die KPD und 1946 in die Sozialistische Einheitspartei Deutschlands (SED) ein. Sie wurde auch Mitglied des  Demokratischen Frauenbundes Deutschlands (DFD) und arbeitete als Sachbearbeiterin in der Verwaltung des Stadtbezirks Prenzlauer Berg. Von Dezember 1948 bis 1950 war sie Bezirksrätin für Handel und Versorgung in Prenzlauer Berg und von März 1950 bis 1952 Bezirksrätin für Verwaltung und Personalpolitik im Bezirk Lichtenberg. Ab 1952 war sie Bezirksrätin in Pankow. Vom 24. Februar 1953 bis 25. Mai 1961 fungierte sie als Bezirksbürgermeisterin von Pankow und war gleichzeitig Mitglied der SED-Kreisleitung. Sie wurde aus gesundheitlichen Gründen von ihrer Funktion entbunden. Von 1954 bis 1958 gehörte sie der Berliner Stadtverordnetenversammlung an. Nach der Konstituierung der neuen Stadtverordnetenversammlung am 15. November 1954 wurde sie zum Mitglied des Magistrat von Berlin gewählt und war als Stadträtin für die kommunale Entwicklung des Stadtbezirks Pankow verantwortlich.
Bis zum Eintritt in die Rente arbeitete sie als wissenschaftliche Mitarbeiterin beim Büro des Ministerrates der DDR. Zuletzt wohnte sie im Feierabendheim Schleusingerstraße in Berlin-Marzahn. Frieda Weiß starb im Alter von 77 Jahren und wurde in der VdN-Anlage des Zentralfriedhofs Berlin-Friedrichsfelde beigesetzt.

## Auszeichnungen
- 1954 Medaille für ausgezeichnete Leistungen
- 1955 Vaterländischer Verdienstorden in Bronze und 1975 in Silber